# Freden i Knäred

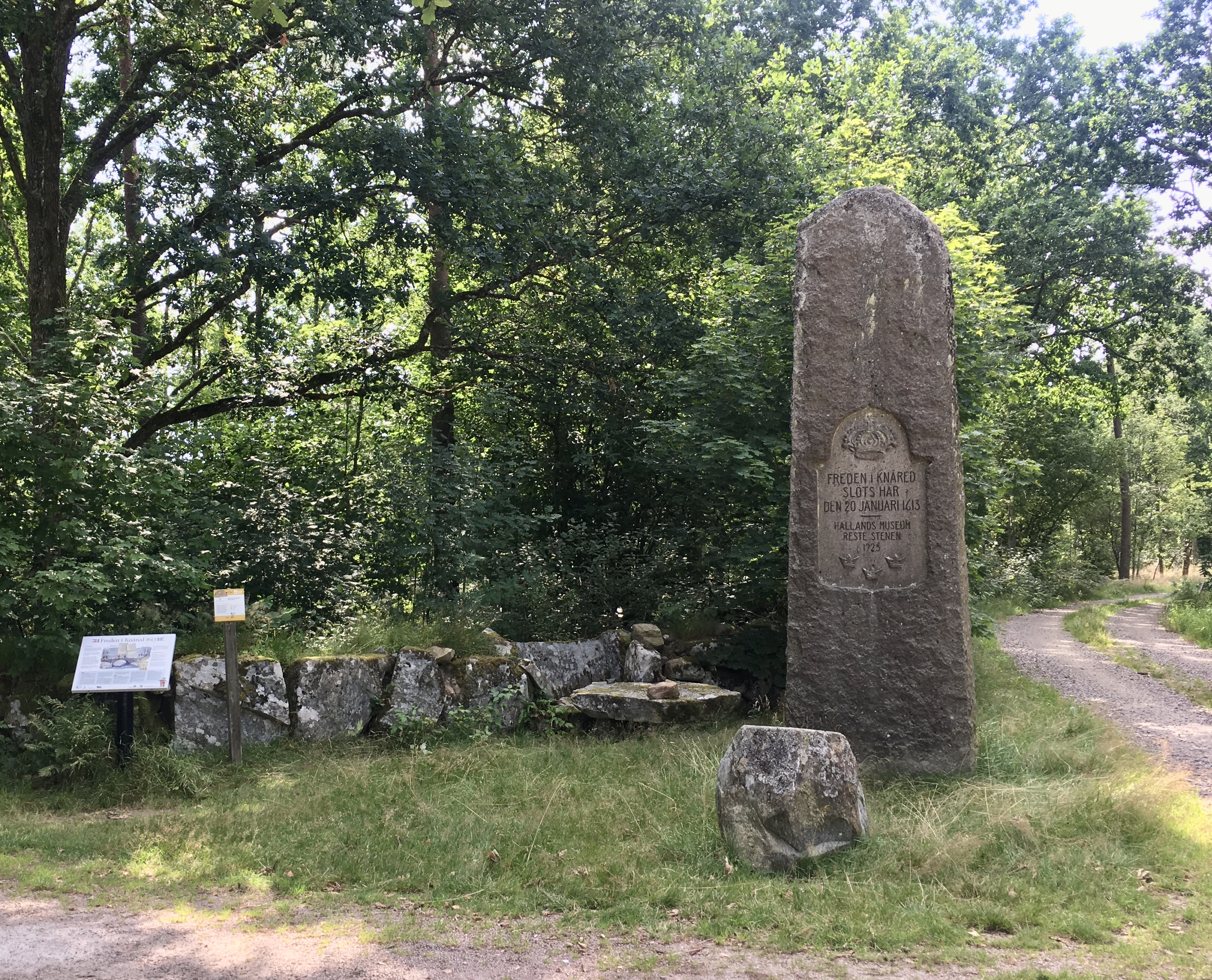
Minnesplatsen för freden 1613.

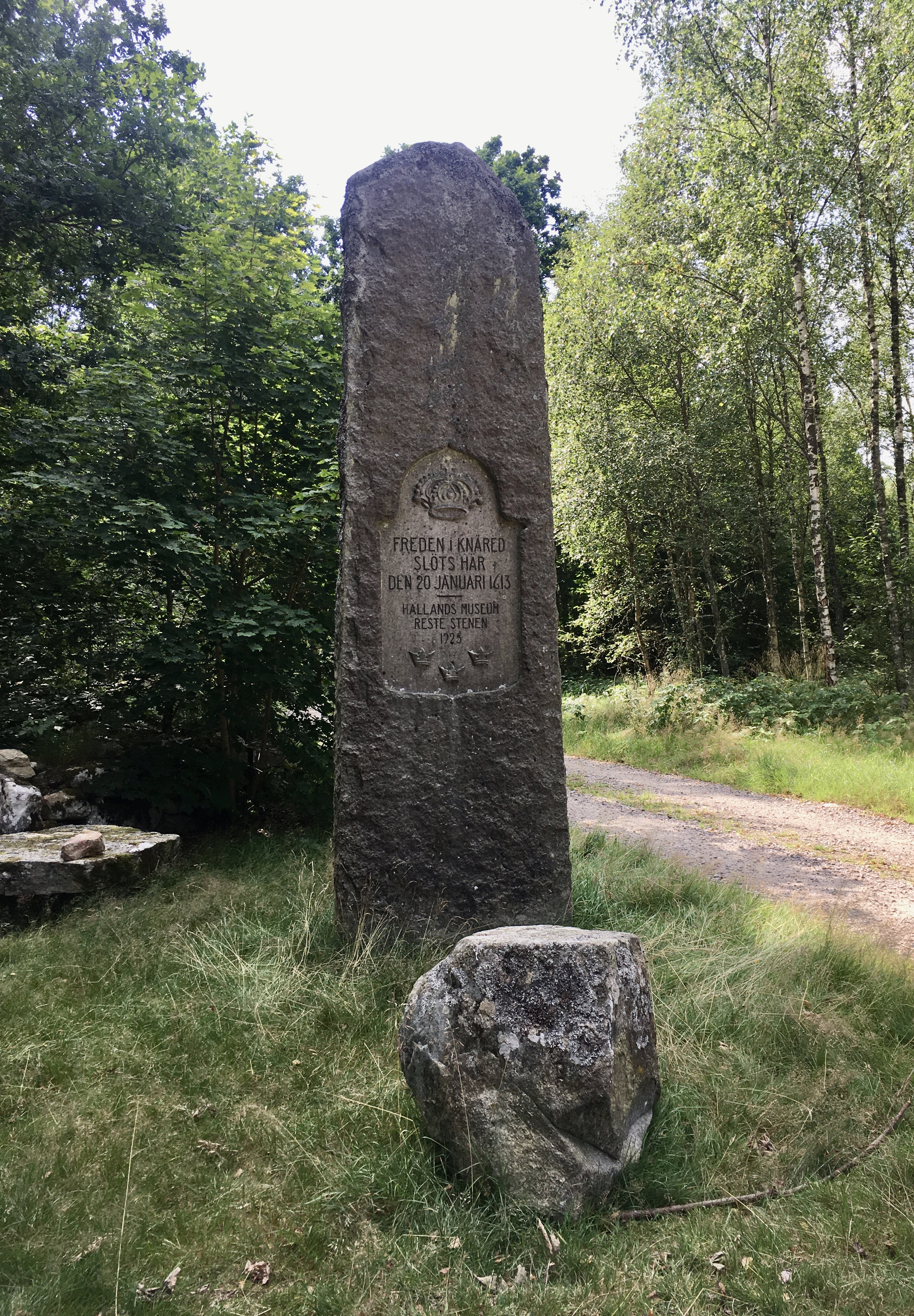
Minnesstenen vid Sjöared.

Freden i Knäred slöts den 20 januari 1613 mellan Danmark under Kristian IV av Danmark, som vid tiden bodde dels på Halmstads slott, dels på Lagaholms slott vid Laholm, och Sverige under Gustav II Adolf, som å sin sida vid tiden vistades i Värnamo.

## Historia
Fredsfördraget var ett resultat av fredsförhandlingar, som inleddes 29 november 1612, under engelsk medling. Svenskarnas huvudförhandlare var Axel Oxenstierna och danskarnas motsvarighet var Eske Lavesen Brock. Den engelske kungen Jakob I drev på fredsförhandlingarna då han inte alls var intresserad av att Danmark utvecklades till en stormakt i Skandinavien. Som medlare utsändes från England Jakob Spens, som bistod den svenska sidan, och Robert Anstruther, som bistod den danska sidan. Dessa två sändebud var, utan svenskarnas eller danskarnas vetskap, släktingar, och båda hade tidigare tillbringat tid i Sverige respektive Danmark. Genom fredsfördraget avslutades Kalmarkriget, vilket varade mellan 1611 och 1613.
Fredsförhandlingarna ägde rum i anslutning till stenbron i Sjöaryd, som markerade riksgränsen i närheten av Knäred.
Freden innebar att båda rikena återställde de under kriget gjorda erövringarna (Sverige gav upp Jämtland och Härjedalen; Danmark gav upp Kalmar slott, Borgholms slott med Öland med flera). Älvsborg tillföll Sverige mot ett ansenligt krigsskadestånd på 1 miljon riksdaler, som Sverige skulle betala till Danmark inom 6 år (Älvsborgs andra lösen). Som pant till dess skadeståndet var erlagt behöll Danmark Älvsborg med städerna Nya och Gamla Lödöse. Även Askims härad, Östra Hisings härad, Sävedalens härad, Bollebygds härad, Ale härad, Vätle härad och Flundre härad i Västergötland med alla dess inkomster behölls av danskarna som pant.
Sverige avstod sina anspråk på Soneburgs slott på Ösel och avsade sig även "Rättighet, höghet, härlighet, skatt eller uppbörd över kustsamerna vid Västerhavet mellan Titis- och Varangerfjord", det vill säga anspråk på norska och norrländska landsdelar. Både Sveriges och Danmarks kung skulle ha rätt att bära vapnet tre kronor i sina vapensköldar, dock med "kondition och förbehåll", att detta inte skulle användas som anledning till kommande krig. Alla invånare i Sverige och dess provinser skulle få idka handel i Danmark-Norge och vice versa och ingen tull skulle tas upp för svenskar eller deras gods i Öresund.
Enligt fredstraktatet skulle Sverige och Danmark leva i "ewigwarende fredh, wänschap och naboerschap", men freden blev bara en parentes i de många fientligheterna mellan Sverige och Danmark och bara 30 år efter freden gick svenskarna åter till attack i samband med det Torstensonska kriget, som i sin tur ledde fram till freden i Brömsebro 1645.
En minnessten över freden i Knäred restes 1925 av Hallands museum vid Sjöared mellan Knäred och Markaryd. Klumpstenen en meter norr om minnesstenen utgör enligt traditionen foten till det bord på vilket freden underskrevs.